# Санталы

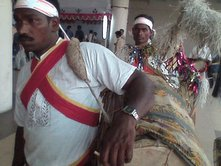

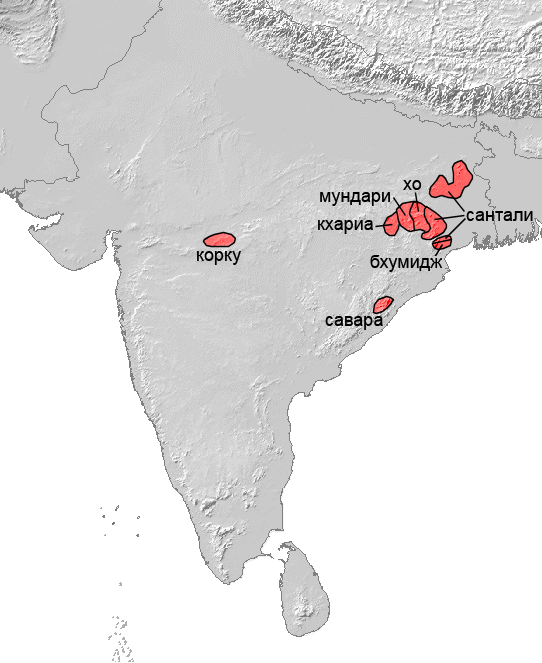
Карта распространения сантали и других языков мунда в Индии

Санталы (сантали ᱦᱚᱲ ᱦᱚᱯᱚᱱ) — самый крупный из народов мунда. Общая численность — более 6 миллионов человек (2001). Живут в Индии (в основном в Джаркханде, Бихаре, Ориссе, в смежных округах штата Западная Бенгалия), в Бангладеш и Непале. Язык — сантали, относится к языкам мунда.
По религии — индуисты, поклоняются также различным духам (леса, гор и др.), реже — христиане (Северная евангелистская лютеранская церковь).
В общественном строе сохраняются пережитки первобытнообщинных отношений. Основное занятие — земледелие; занимаются также охотой и собирательством. Многие санталы работают на плантациях, предприятиях, в угольных копях, портовыми рабочими.